# 方俊鑫
方俊鑫（1920年—1988年），又名方锡龄，男，安徽婺源（今属江西）人，中国固体物理学家，曾任上海交通大学教授、博士生导师，中国物理学会理事。